# Pax Britannica

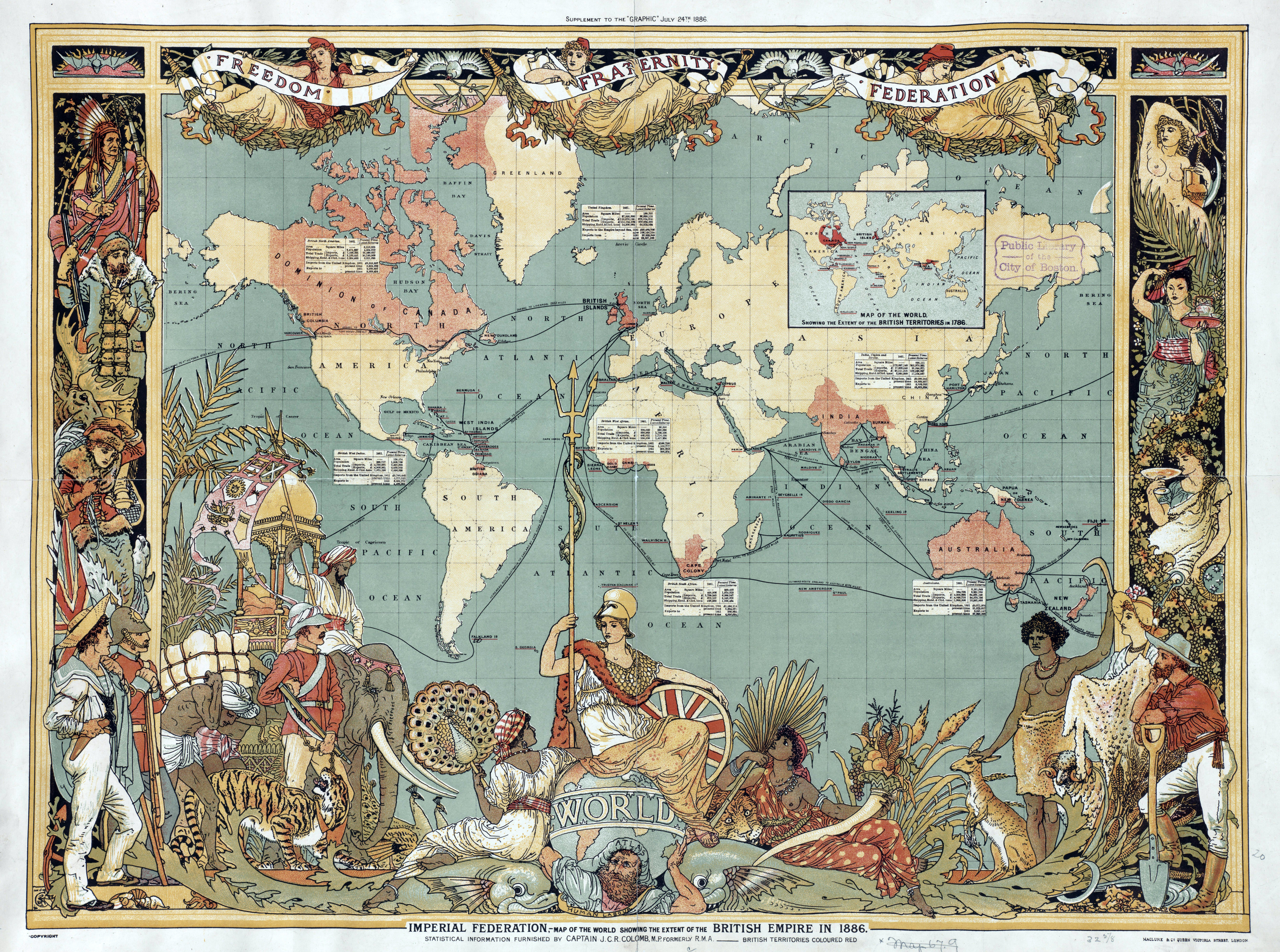
Карта мира 1886 года с отмеченными (розовым цветом) владениями Великобритании

Pax Britannica ([Пакс Брита́ника] с лат. — «Британский мир (мир в значении "отсутствие войны")» по аналогии с лат. Pax Romana) — период доминирования Британской империи на море и в международных отношениях начиная с битвы при Ватерлоо 1815 года и заканчивая Первой мировой войной (1914—1918). Вершина британского могущества пришлась на Викторианскую эпоху (1837—1901).
Характеризовался провозглашением курса на свободу торговли и отмену рабства, контролем британского флота над стратегическими морскими путями и «двудержавным стандартом», распространением по всему миру английского языка, парламентаризма, технологий, законодательных норм, британской системы мер и весов и т. п.
После объединения Германии в 1871 году вызов британской гегемонии в мире бросила Германская империя, что позволяет отдельным авторам говорить о намечавшемся переходе к Pax Germanica. Британская гегемония окончательно ушла в прошлое с началом мировых войн и переходом статуса ведущей мировой промышленной, торговой и военной державы от Великобритании к США (см. Pax Americana).